# Archives départementales de la Somme
Les archives départementales de la Somme sont un service du conseil départemental de la Somme (Hauts-de-France, France), situé à Amiens, au 61 de la rue Saint-Fuscien.

## Histoire

### Bâtiments
Le couvent de la Visitation Sainte-Marie a été construit sur les plans de Jean Herbault au XIXe siècle. Les bâtiments accueillirent ensuite le grand séminaire, puis les services du ministère de la culture lorsque l'État acheta l'ensemble en 1975. Une partie des bâtiments fut aménagée de 1979 à 1983 par l'architecte Claude Aureau pour accueillir les archives départementales.
Les bâtiments (façades et toitures) dont la chapelle, le cloître et l'oratoire du centre sont protégés au titre des monuments historiques par arrêté du 16 juillet 2009.

### Archives départementales de la Somme
Les archives départementales ont connu trois implantations différentes au cours de leur histoire :
- l'ancien couvent des Feuillants, actuel siège du Conseil général de la Somme, 53 rue de la République, à partir de 1800 ;
- l'ancienne fabrique de peinture C. Buelens, 88 bis rue Gaulthier-de-Rumilly, à partir de 1951 ;
- l'ancien couvent de la Visitation, 61 rue Saint-Fuscien.
- Une extension des services des Archives départementales a été construite à Dury avenue Paul Claudel, elle est entièrement destinée à la conservation et au classement. Il peut accueillir 37 km linéaires de documents dans des conditions optimales de conservation, grâce à un système de régulation de la température par géothermie. Ce nouveau bâtiment permet de conserver les versements les plus récents. Parallèlement, le site de la rue Saint-Fuscien est restructuré et réhabilité, et un nouvel espace, comprenant l'accueil et la salle de lecture (ouverte en septembre 2016), est gagné sur l'ancien jardin. L'ensemble de ces travaux a été réalisé de l'été  2015 à l'été 2017 sur un projet du cabinet d'architecture strasbourgeois Denu & Paradon.

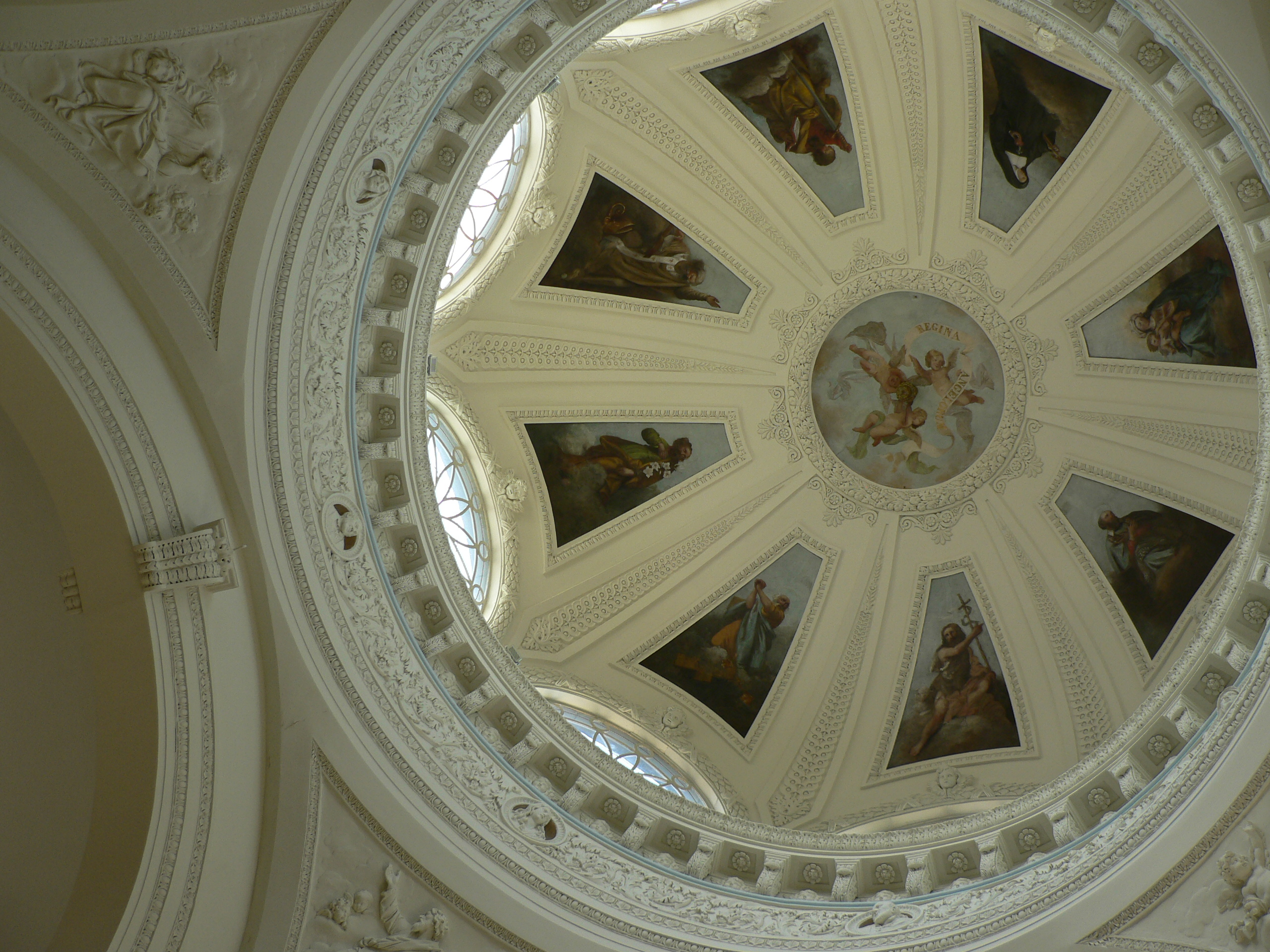
Vue intérieure de la coupole de l'église de l'ancien couvent de la Visitation.

#### Les archivistes puis directeurs
- Maurice Rivoire (22 novembre 1802-1er août 1806)[3]
- Nicolas Augustin Mouret (1807)
- Maurice Élie Huchette (1er mai 1808-19 juin 1824)
- Louis Stanislas Parfait Dupont (juillet 1824-7 février 1830)
- Martial Roussel ([après février] 1830-[novembre] 1838)
- Victor Dorbis (4 janvier 1839-5 octobre 1850)
- Louis Boca (18 décembre 1850-2 février 1880)
- Armand Rendu (19 décembre 1880-20 novembre 1883)
- Georges Durand (14 janvier 1884-31 décembre 1918)
- Joseph Estienne (9 décembre 1919-2 avril 1950)
- Jean Estienne (1er juin 1950-1er juillet 1983)
- Anne-Marie Couvret (1er septembre 1983-31 mars 1994)
- Isabelle Neuschwander[4] (1er avril 1994-1er septembre 1999)
- Marie-Françoise Limon-Bonnet (15 janvier 2000-30 septembre 2002)
- Frédérique Hamm (13 janvier 2003-1er février 2008)
- Olivier de Solan Bethmale (10 juin 2008-31 octobre 2016)
- Anne Lejeune (depuis 1er janvier 2017)

## Fonds

### Ensemble des documents conservés
Les archives départementales de la Somme conservent 27 000 mètres linéaires de documents. Le plus ancien date de 825 et provient de l'abbaye de Corbie. Il s'agit d'un « diplôme donné à Aix-la-Chapelle en 825, par lequel les empereurs Louis le Pieux et Lothaire renouvellent, à la prière du célèbre abbé Adalard, l'immunité du monastère et reconnaissent aux moines la libre élection de leur abbé. ». Ce document, qui aurait dû rentrer dans les collections publiques en 1790, au titre des biens nationaux, en a été distrait entre 1790 et 1836. Après bien des vicissitudes, il a été racheté par le Département de la Somme en 2018, avec le soutien du ministère de la Culture et de la Communication.

### Archives numérisées
Le site internet consacré aux archives numérisées « Mémoires de la Somme » est en ligne depuis janvier 2010 ; il a été entièrement renouvelé en 2021 et a perdu son intitulé. Il permet la consultation de plus de 4 millions d’images (état civil, listes nominatives du recensement de la population, registres matricules militaires, listes électorales, plans cadastraux, hypothèques, photographies, cartes postales, sceaux, etc.) et de 3000 photographies de l’Historial de la Grande Guerre de Péronne (Somme).
Le site internet donne également accès aux instruments de recherche, à l'actualité du service et à des aides et conseils à destination des producteurs d'archives.

## Pour approfondir